# PZL-106

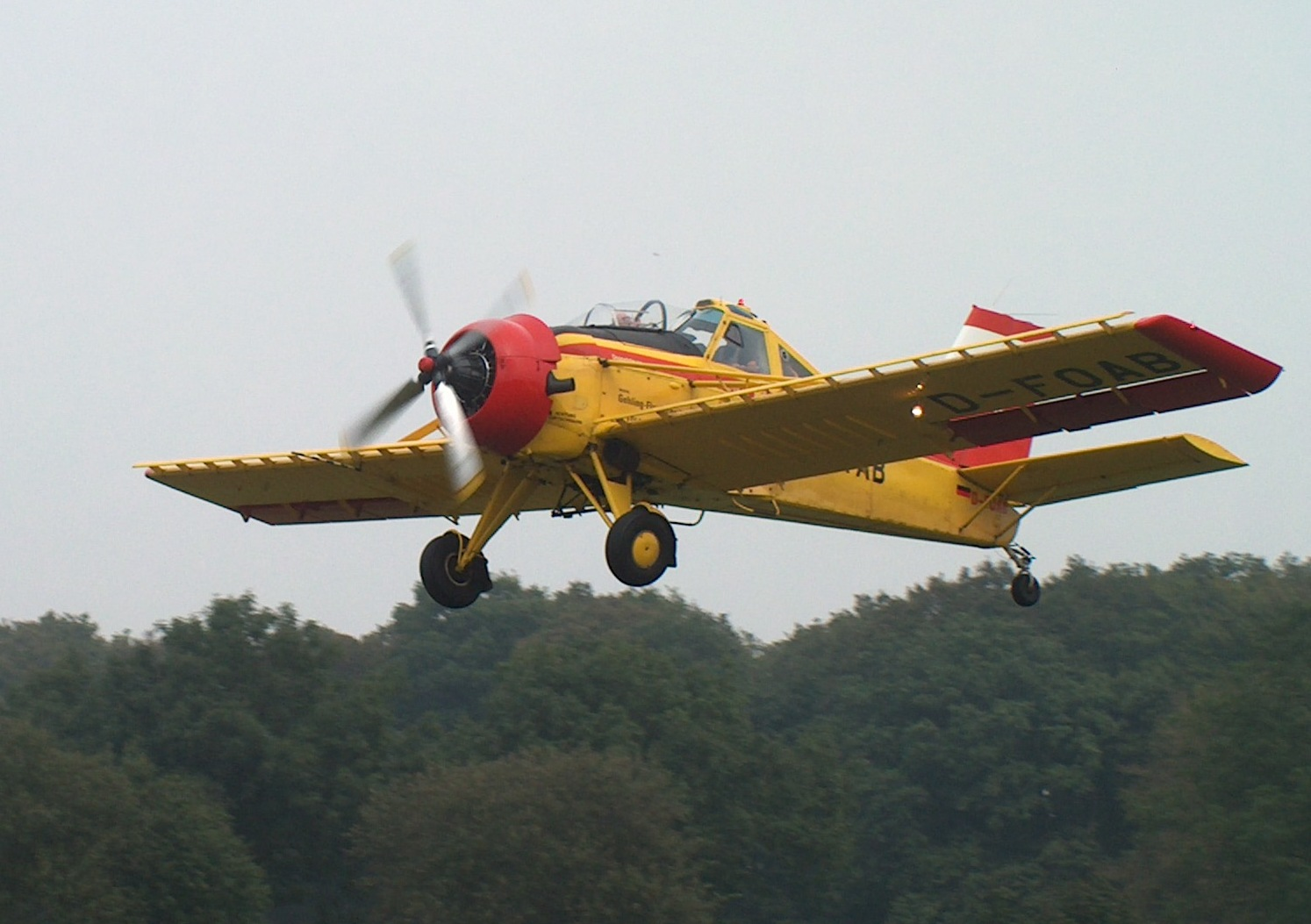
PZL-106 Kruk im niedrigen Vorbeiflug

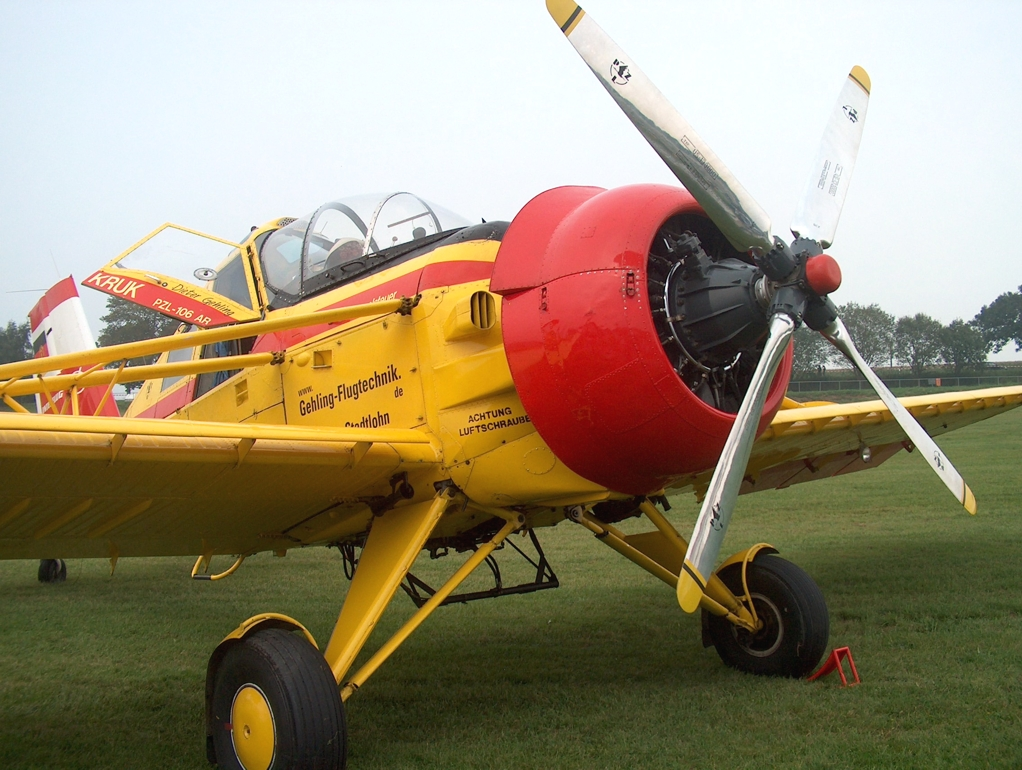
PZL-106 Kruk in einer Sonderausführung mit einem zweiten Cockpit. Gut zu sehen sind die festen Vorflügel zu Verbesserung der Langsamflugeigenschaften.

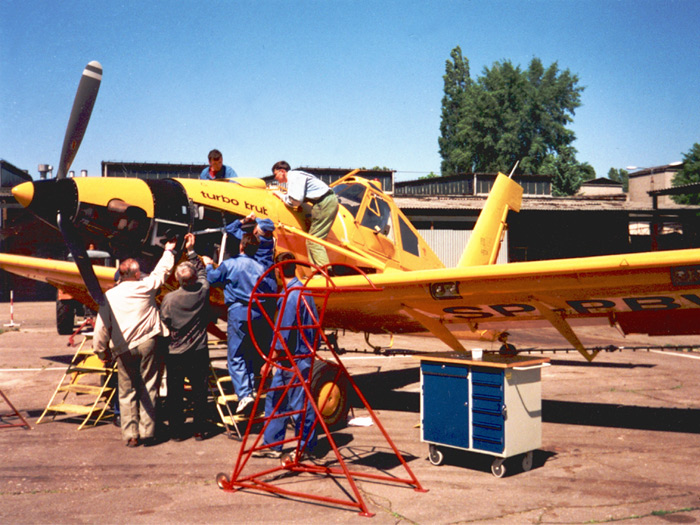
Eine mit Propellerturbine ausgerüstete PZL-106 Turbo Kruk

Die PZL-106 Kruk (deutsch Rabe) ist ein Agrarflugzeug des polnischen Herstellers PZL. Es handelt sich um einen einmotorigen einsitzigen Tiefdecker mit festem Fahrgestell in Ganzmetallbauweise. Er ist serienmäßig mit einer Sprühanlage ausgerüstet.

## Geschichte
Der Erstflug erfolgte am 14. April 1973. Zwischen 1973 und 1995 wurden 266 Maschinen der verschiedenen Varianten gefertigt.
Seit 2007 werden die PZL-106 BT 601 „Turbo Kruk“ und die PZL-106 BTU-34 „Turbo Kruk“ von der EADS PZL (Division Airbus Military) wieder gebaut und verkauft.

## Konstruktion
Bei der Entwicklung wurde auf Erfahrungen zurückgegriffen, die mit den Typen PZL-101 und PZL-104 gemacht wurden. Die PZL-106 ist außerordentlich robust, wendig und besitzt sehr gute Flugeigenschaften. Besonders die Langsamflugeigenschaften sind hervorragend. Dies beruht auch auf den festen Vorflügeln, die über die gesamte Tragflächenlänge montiert sind.

## Nutzung
Während ihres Einsatzes im Betrieb Agrarflug der Interflug waren die Flugzeuge täglich bis zu zwölf Stunden im Einsatz und absolvierten dabei bis zu 100 Starts und Landungen. Das Wiederbefüllen des Sprühbehälters dauerte eine Minute.

## Erhaltene Flugzeuge
Die einzigen noch in Deutschland zugelassenen PZL-106 aus den Lieferungen an die DDR sind die D-FOAB (PZL-106AR), die mit dem originalen Kennzeichen DDR-TAB fliegt und die D-FOAA. Die D-FOAB wurde mit Doppelsteuer ausgeliefert und war als Trainer für die Agrarflugstaffeln in Leipzig-Mockau stationiert. Das Flugzeug wurde am 11. März 2011 bei einer Notlandung infolge Triebwerksausfalls schwer beschädigt, wurde aber als Einsitzer wieder aufgebaut und fliegt seit dem 28. März 2012 wieder.
Die D-FOAA ist eine PZL-106A und wird auf dem Flugplatz Großenhain überholt.

## Technische Daten (PZL-106A)
| Kenngröße               | Daten (PZL-106A)                            | Daten (PZL-106BR)                           |
| ----------------------- | ------------------------------------------- | ------------------------------------------- |
| Besatzung               | 1–2                                         |                                             |
| Länge                   | 9,10 m                                      | 9,10 m                                      |
| Spannweite              | 14,80 m                                     | 14,90 m                                     |
| Höhe                    | 3,30 m                                      | 3,32 m                                      |
| Flügelfläche            | 28,4 m²                                     | 32,18 m²                                    |
| Flügelstreckung         | 7,7                                         | 6,9                                         |
| Leermasse               | 1575 kg                                     | 1670 kg                                     |
| Zuladung                | k. A.                                       | 1050 kg Chemikalien                         |
| Startmasse              | maximal 3000 kg                             | maximal 3000 kg                             |
| Höchstgeschwindigkeit   | 211 km/h                                    | 270 km/h                                    |
| Arbeitsgeschwindigkeit  | k. A.                                       | 150–160 km/h                                |
| Steiggeschwindigkeit    | k. A.                                       | 4,0 m/s                                     |
| Dienstgipfelhöhe        | 4000 m                                      | k. A.                                       |
| Reichweite              | 400 km                                      | maximal 1100 km                             |
| Start-/Landerollstrecke | k. A.                                       | 200 m / 160 m                               |
| Triebwerk               | ein luftgekühlter Siebenzylinder-Sternmotor | ein luftgekühlter Siebenzylinder-Sternmotor |
| Typ                     | PZL-3S                                      | PZL-3SR                                     |
| Leistung                | 441 kW (600 PS)                             | 441 kW (600 PS)                             |

## Mitwirken in Filmen
In der DDR-Serienreihe „Flugstaffel Meinecke“ spielen Kruks eine große Rolle in der Agrarfliegerei. In der letzten Folge der Serie „Testflug“ wird sogar eine seltene Turbo-Kruk gezeigt.
Auch im MDR Tatort "Absturz" aus dem Jahr 2010 wirkte eine PZL-106BR (Kennzeichen DDR-TEJ, später D-FOEJ) aus dem ehemaligen Aeropark Leipzig mit. Dabei wurde ein Unfall während einer Flugschau nachgespielt, der an den Unfall einer Let Z-37 auf dem Flugplatz Eisenach-Kindel erinnert. Das Flugzeug wurde 2022 durch einen privaten Investor gekauft und soll nun Schritt für Schritt restauriert werden.